# Oppervlak (meetkunde)
Een oppervlak in de driedimensionale meetkunde kan intuïtief worden gezien als een ruimtelijk object waarop men in twee onafhankelijke richtingen kan bewegen, zoals op een boloppervlak. Dit in tegenstelling tot een lijn, waar men slechts één bewegingsrichting heeft, namelijk langsheen de lijn zelf. De twee vrijheidsgraden die een oppervlak biedt kunnen concreet worden bekomen door het oppervlak te beschrijven door middel van drie coördinaten {\displaystyle x,\,y} en {\displaystyle z}, die elk van twee parameters afhangen. Een andere mogelijkheid is één vergelijking op te leggen aan deze drie coördinaten. Bekende oppervlakken zijn een vlak en de kwadrieken.

## Cartesische vergelijking van een oppervlak

### Vergelijking
In drie dimensies is de cartesische vergelijking van een oppervlak een uitdrukking van de vorm:
{\displaystyle F(x,y,z)=0}
Dit is één gezamenlijke eis aan de drie coördinaten, zodat er nog twee vrijheidsgraden overblijven. Wiskundig gezien is dit een impliciete functie van twee onafhankelijke veranderlijken. Slechts in uitzonderlijke gevallen zal het mogelijk zijn een van de variabelen eenduidig te schrijven als expliciete functie van de twee anderen. Zo heeft een elliptische paraboloide in standaardvorm een vergelijking:
{\displaystyle {\frac {x^{2}}{a^{2}}}+{\frac {y^{2}}{b^{2}}}=2z}
waarin men {\displaystyle z} als expliciete functie van {\displaystyle x} en {\displaystyle y} kan schrijven.

### Symmetrieën
- Verschuivingssymmetrie

Indien een variabele niet aanwezig is in bovenstaande algemene artesische vergelijking, is het oppervlak invariant voor verschuivingen in de richting van deze variabele. Zo stelt het oppervlak {\displaystyle x^{2}+y^{2}=R^{2}} een cilinder voor rondom de z-as.
- Symmetrie ten opzichte van een coördinaatsvlak

Indien de cartesische vergelijking {\displaystyle F(x,y,z)=0} even is in een van haar variabelen, is het oppervlak symmetrisch ten opzichte van het coördinaatsvlak gevormd door de assen van de twee andere variabelen. Als bijvoorbeeld:
{\displaystyle F(x,y,z)=F(-x,y,z)},
is het oppervlak symmetrisch ten opzichte van het yz-vlak
- Symmetrie ten opzichte van een coördinaatas

Indien de cartesische vergelijking {\displaystyle F(x,y,z)=0} even is in twee van haar variabelen, is het oppervlak symmetrisch ten opzichte van twee coördinaatsvlakken, en dus ten opzichte van hun doorsnede, de coördinaatas van de derde variabele. Als bijvoorbeeld:
{\displaystyle F(x,y,z)=F(-x,y,z)} en {\displaystyle F(x,y,z)=F(x,-y,z)}
is het oppervlak is symmetrisch ten opzichte van het yz-vlak, het xz-vlak, en dus ook tegenover hun snijlijn, de z-as. Bovenstaande elliptische paraboloïde bezit deze symmetrieën.
- Symmetrie ten opzichte van de oorsprong.

Indien de cartesische vergelijking {\displaystyle F(x,y,z)=0} even is in alle drie haar variabelen, is het oppervlak symmetrisch ten opzichte van de oorsprong. Een ellipsoïde in standaardvorm is hier een voorbeeld van.

### Voorbeeld

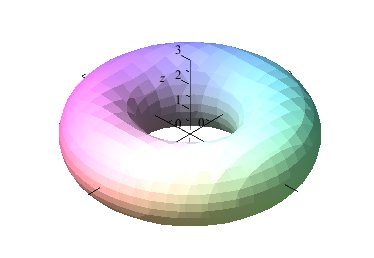
Een torus in standaardvergelijking bezit alle symmetrieën ten opzichte van coördinaatsvlakken, coördinaatassen en de oorsprong

Een torus heeft als cartesische vergelijking
{\displaystyle \left({\sqrt {x^{2}+y^{2}}}-R\right)^{2}+z^{2}=r^{2}}
Aangezien deze vorm even is in elk van de variabelen, is de torus symmetrisch ten opzichte van elk coördinaatsvlak, elke coördinaatas en de oorsprong.

### Raakvlak en normaal
Men kan aantonen dat de verzameling van raaklijnen in een punt {\displaystyle P_{0}=(x_{0},y_{0},z_{0})} van het oppervlak een vlak vormen, het raakvlak. Dit vlak staat loodrecht op de richting:
{\displaystyle \left({\frac {\partial F}{\partial x}}(P_{0}),\,{\frac {\partial F}{\partial y}}(P_{0}),\,{\frac {\partial F}{\partial z}}(P_{0})\right)}
De rechte door het punt {\displaystyle P_{0}} en loodrecht op het raakvlak is de normaal in {\displaystyle P_{0}} en heeft als parametervergelijking:
{\displaystyle x(t)=x_{0}+t{\frac {\partial F}{\partial x}}(P_{0})}
{\displaystyle y(t)=y_{0}+t{\frac {\partial F}{\partial y}}(P_{0})}
{\displaystyle z(t)=z_{0}+t{\frac {\partial F}{\partial z}}(P_{0})}

## Parametervergelijking van een oppervlak

### Vergelijking
Een andere manier om een oppervlak in drie dimensies te beschrijven is door middel van twee parameters:
{\displaystyle x=f(u,v)}
{\displaystyle y=g(u,v)}
{\displaystyle z=h(u,v)}
Dit kan als volgt gezien worden: indien men de parameter {\displaystyle v} constant houdt hangen {\displaystyle x,\,y} en {\displaystyle z} enkel nog van {\displaystyle u} af, en beschrijven ze dus een ruimtekromme. Indien de waarde van {\displaystyle v} lichtjes wordt veranderd verkrijgt men een andere ruimtekromme die doorgaans in de buurt van de eerste ligt. Elke constante waarde van {\displaystyle v} levert op die manier een ruimtekromme. Indien men vervolgens {\displaystyle u} constant houdt verkrijgt men opnieuw een ruimtekromme, die nu enkel van {\displaystyle v} afhangt. Door aan {\displaystyle u} verschillende constante waarden te geven verkrijgt men een twee familie van ruimtekrommen die de eerste familie snijdt. Door elke punt van het oppervlak gaat doorgaans één lid van beide families, behalve in mogelijke speciale punten waar meerdere leden samenkomen.

### Voorbeeld 1

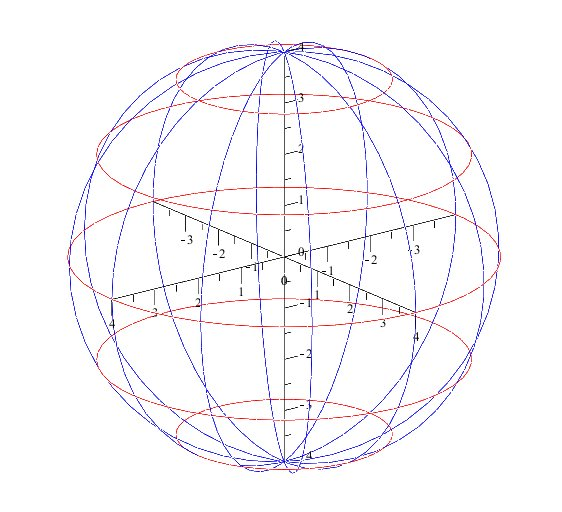
Een boloppervlak kan worden beschreven door middel van twee parameters die, wanneer er telkens één constant gehouden wordt, breedtecirkels en lengtecirkels op het boloppervlak creëren.

Een boloppervlak kan men beschrijven door:
{\displaystyle x(u,v)=R\,\cos(u)\cos(v)}
{\displaystyle y(u,v)=R\,\sin(u)\cos(v)}
{\displaystyle z(u,v)=R\,\sin(v)}
Indien {\displaystyle v} constant gehouden wordt en enkel {\displaystyle u} varieert ontstaat een cirkel met straal {\displaystyle R\cos(v)}, op hoogte {\displaystyle R\sin(v)} boven of onder het xy-vlak. Deze cirkels vormen de breedtecirkels, zoals op de aardbol. Indien {\displaystyle u} constant gehouden worden verkrijgt men eveneens cirkels, maar nu cirkels die verticaal gelegen zijn en de z-as snijden in {\displaystyle (0,0,R)} en {\displaystyle (0,0,-R)}. Deze kunnen geïnterpreteerd worden als lengtecirkels zoals op de aardbol. De familie van breedtecirkels en de familie van lengtecirkels beschrijven een coördinaten systeem op het boloppervlak, net zoals dit op de aardbol gebeurt.

### Voorbeeld 2

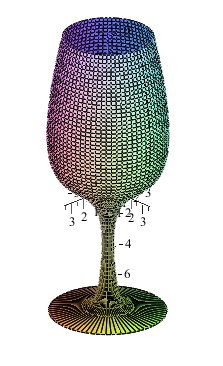
Een wiskundige parameterisatie van een wijnglas

Het oppervlak met parametervergelijkingen
{\displaystyle x(s,t)=1{,}2\left(e^{-5t-39}+2{,}0+1{,}4\,\arctan(t)\,\cos(0{,}12t)\right)\,\cos(s)}
{\displaystyle y(s,t)=1{,}2\left(e^{-5t-39}+2{,}0+1{,}4\,\arctan(t)\,\cos(0{,}12t)\right)\,\sin(s)}
{\displaystyle z(s,t)=t}
met:
{\displaystyle t\in [-8,\,10]}
{\displaystyle s\in [0,\,2\pi ]}
is een parameterisatie van een wijnglas. Het ontstaat door een creatief geconstrueerde vlakke kromme te laten wentelen rond een as.

### Raakvlak en normaal
In bovenstaand beeld wordt, tenzij in bijzondere punten van het oppervlak, elk punt {\displaystyle P_{0}=(x_{0},y_{0},z_{0})} bereikt door een uniek parameterkoppel {\displaystyle (u_{0},v_{0})}. Door elk punt gaat bijgevolg ook één kromme uit elke familie. 
Meer in het bijzonder geldt dus in het punt {\displaystyle P_{0}}:
{\displaystyle x_{0}=f(u_{0},v_{0})}
{\displaystyle y_{0}=g(u_{0},v_{0})}
{\displaystyle z_{0}=h(u_{0},v_{0})}
De {\displaystyle u}-kromme door dit punt ontstaat door {\displaystyle v} constant te houden en is dus:
{\displaystyle x(u)=f(u,v_{0})}
{\displaystyle y(u)=g(u,v_{0})}
{\displaystyle z(u)=h(u,v_{0})}
De {\displaystyle v}-kromme door dit punt ontstaat door {\displaystyle u} constant te houden en is dus:
{\displaystyle x(v)=f(u_{0},v)}
{\displaystyle y(v)=g(u_{0},v)}
{\displaystyle z(v)=h(u_{0},v)}
Aan beide ruimtekrommen, die dus beide door het punt {\displaystyle P_{0}=(x_{0},y_{0},z_{0})} gaan en in het oppervlak liggen, kan nu de richting van de raaklijn bepaald worden. Beide raaklijnen liggen in het raakvlak. Bijgevolg is hun vectorproduct een vector die loodrecht op het raakvlak staat, en dus als normaal aan het oppervlak kan gebruikt worden. 
De richting van de normaal aan een oppervlak beschreven door middel van twee parameters is dus:
{\displaystyle N(u_{0},v_{0})={\big (}f'_{u}(u_{0},v_{0}),g'_{u}(u_{0},v_{0}),h'_{u}(u_{0},v_{0}){\big )}\times {\big (}f'_{v}(u_{0},v_{0}),g'_{v}(u_{0},v_{0}),h'_{v}(u_{0},v_{0}){\big )}}
Deze vector kan ook hier als richting van de normaal in het punt aan het oppervlak gebruikt worden.

## Soorten oppervlakken
Een oppervlak waarvan de cartesische vergelijking een veelterm in de drie ruimtelijke variabelen {\displaystyle x,\,y} en {\displaystyle z} is, noemt men algebraïsch oppervlak. Indien deze veelterm daarenboven van graad 2 is noemt men het oppervlak een kwadriek. De kwadrieken zijn de driedimensionale equivalenten van wat de kegelsneden in twee dimensies zijn. 
Indien door elke punt van een oppervlak minstens één recht gaat die zelf volledig in het oppervlak ligt spreekt men van een regeloppervlak. Een bekend voorbeeld hiervan is de eenbladige hyperboloïde, die de typische vorm van een koeltoren heeft, maar toch een regeloppervlak is: door elk punt gaan zelfs twee verschillende rechten die in de hyperboloïde liggen. Ook de kegel en de hyperbolische paraboloïde, beter bekend onder de naam zadeloppervlak, zijn regeloppervlakken, evenals de cilinders. De ellipsoïde, de tweebladige hyperboloïde en de elliptische paraboloïde zijn geen regeloppervlakken.
Indien een oppervlak ontstaat door een vlakke kromme te wentelen rond een as die in het vlak van de kromme ligt, heet dit een omwentelingsoppervlak.